# Wizna
Wizna – wieś w Polsce, położona w województwie podlaskim, w powiecie łomżyńskim, w gminie Wizna. Leży nad Narwią na historycznym Mazowszu.
Siedziba gminy Wizna. Dawniej miasto; uzyskała lokację miejską w 1400 roku, zdegradowana w 1870 roku. Miasto królewskie Korony Królestwa Polskiego, położone było w drugiej połowie XVI wieku w powiecie wiskim ziemi wiskiej województwa mazowieckiego. Miejsce obrad sejmików ziemskich ziemi wiskiej od XVI wieku do pierwszej połowy XVIII wieku. Do 1954 roku miejscowość była siedzibą gminy Bożejewo. W latach 1975–1998 miejscowość administracyjnie należała do województwa łomżyńskiego.
W miejscowości znajduje się kościół, który jest siedzibą parafii św. Jana Chrzciciela. W strukturze Kościoła rzymskokatolickiego parafia należy do metropolii białostockiej, diecezji łomżyńskiej, dekanatu Piątnica.
| SIMC    | Nazwa     | Rodzaj    |
| ------- | --------- | --------- |
| 0410092 | Kaleń     | część wsi |
| 0410100 | Kopeć     | część wsi |
| 0410117 | Poświątne | część wsi |

## Toponimia
Etymologia nazwy wsi jest niezwykle trudna do ustalenia. Przy obecnym stanie wiedzy niemożliwe jest jej wyjaśnienie na gruncie języków słowiańskich. Być może pochodzi od staropruskiego słowa wizene – „rozmaryn” lub od niem. Wiese(n) – „łąka” („łąki”).

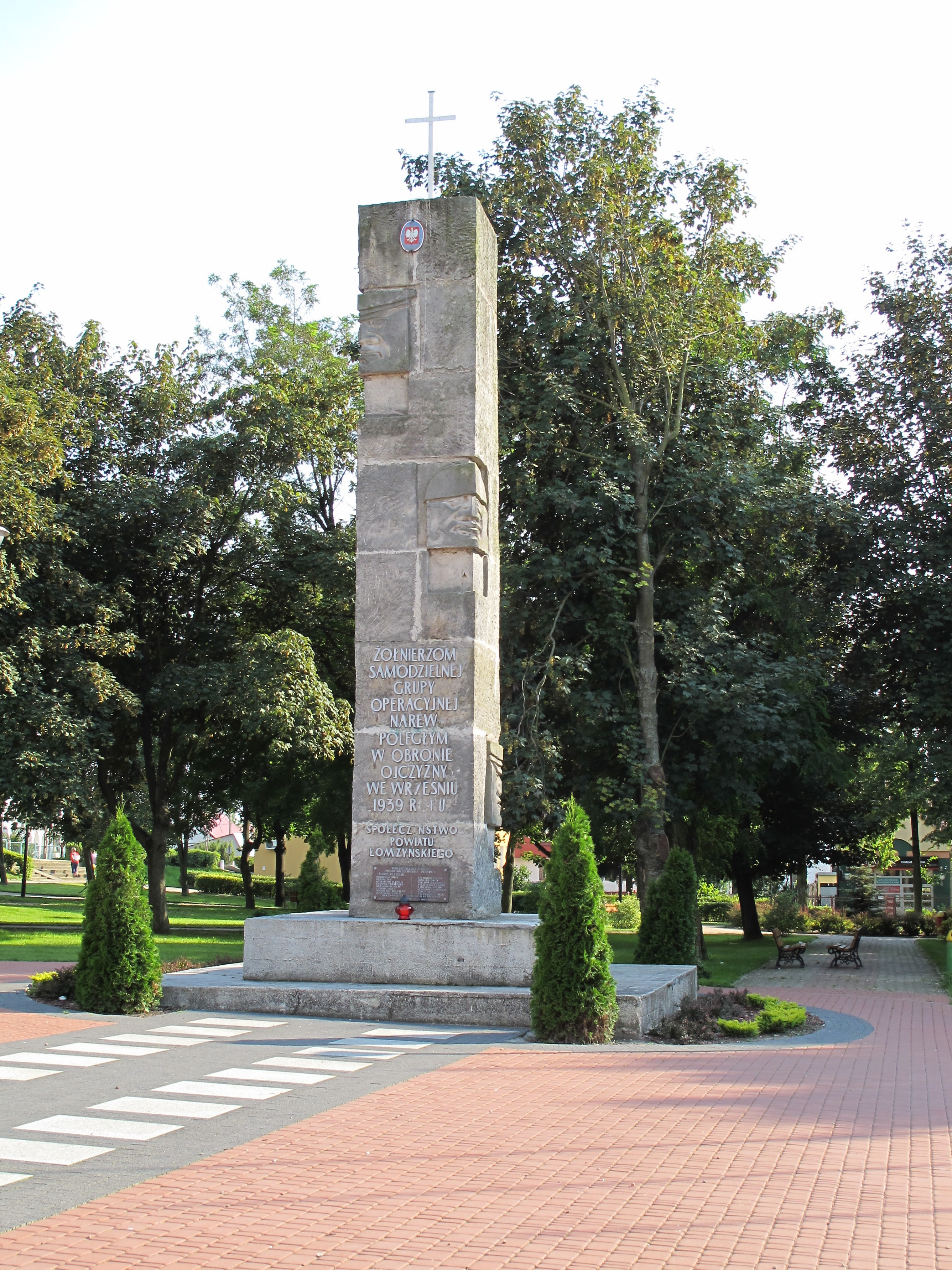
Pomnik żołnierzy grupy „Narew” na rynku w Wiźnie

## Historia

### XI – XV wiek
Położony nad Narwią gród w Wiźnie od XI wieku strzegł wschodniej granicy Mazowsza przed najazdami Jaćwingów i Galindów, a także kontrolował drogę prowadzącą z Mazowsza w kierunku Grodna. Była to obok Suraża najdalej w tym czasie wysunięta pozycja piastowska w kierunku Jaćwieży, która leżała niemal dokładnie w połowie odległości między Łomżą a Tykocinem (wzdłuż brzegów Narwi). Był to najczęściej wspominany w dokumentach tego czasu gród wschodniego Mazowsza. Gród był zbudowany z drewna przekładkowego wypełnionego gliną, obłożonego kamieniami i zwieńczonego ostrokołem. Od około połowy XI w. istniała w Wiźnie komora celna, z której dochody pobierał klasztor benedyktynów w Mogilnie. W źródłach pisanych istnienie Wizny potwierdzone jest w 1145 roku, a istnienie kasztelanii potwierdzono w 1170 roku. W XII wieku książę Bolesław nadał prawo spławiania towarów Narwią z Wizny do Makowa. W 1145 wielki książę kijowski Wsewołod II Olegowicz przeprowadził zwycięską kampanię w Polsce, występując po stronie Władysława II, który prowadził ówcześnie działania zbrojne przeciw Bolesławowi IV. W rezultacie tych wydarzeń polski gród Wizna wszedł czasowo w skład Księstwa halicko-wołyńskiego – za cenę oddania właśnie tego grodu Bolesław zdołał nakłonić Rusinów do porzucenia sojuszu z Władysławem. Gród często był obiektem ataków Jaćwingów, Prusów i Litwinów. W 1286 roku gród wiski zajęli Litwini, którzy z niego prowadzili ataki przeciwko Krzyżakom. Książę Bolesław II mazowiecki po przymierzu z Litwinami przypieczętowanym małżeństwem z córką litewskiego księcia Trojdena, pozostawił w ich posiadaniu Wiznę, mimo protestów Krzyżaków. Gdy w 1294 roku Krzyżacy zdobyli i zburzyli gród w Wiźnie, książę Bolesław samodzielnie odbudował gród w roku 1296 i obsadził go swoją załogą. Od tej pory Wizna zaczęła stawać się centrum oddzielnej dzielnicy książęcej. W 1351 roku po bezpotomnej śmierci księcia Bolesława III płockiego Wizna została odziedziczona przez króla Kazimierza Wielkiego. W 1355 roku król oddał w zastaw Wiznę na 3 lata swojemu lennikowi Siemowitowi III. W 1358 roku Wizna wróciła do króla, który posiadał ją do śmierci w 1370 roku, po czym ziemia wiska na mocy wcześniejszych układów wróciła do Siemowita III. Na podgrodziu około 1370–1373 roku lokowano na prawie książęcym, tj. polskim, osadę o charakterze miejskim. Od 1379 roku Wizną zarządzał Siemowit IV. W roku 1382 książę Siemowit IV zastawił Wiznę Krzyżakom za 7000 florenów. Na podgrodziu mieszczącym osadę około 1390 roku został wzniesiony pierwotny kościół pod wezwaniem św. Marka. Osada ta została zniszczona przez pożar związany z napadem Litwinów w 1392 roku. W 1401 roku Siemowit IV wykupił Wiznę od Krzyżaków i w tym samym roku, 30 grudnia 1401 roku oddał w zastaw Wiznę swemu bratu, księciu warszawskiemu Januszowi I Starszemu. W 1435 roku ziemia wiska została wykupiona z zastawu przez syna Siemowita IV księcia Władysława I Płockiego od Bolesława IV. W 1435 roku nowa osada założona na północ od podgrodzia otrzymała prawo miejskie chełmińskie w związku z czym rozplanowano istniejący do dzisiaj rynek z siatką ulic. W XIV wieku na terenie dawnego piastowskiego grodu zbudowano nowy drewniany zamek z murowaną bramą. Zamek ten odnowiono około 1490 roku i wtedy prawdopodobnie powstał od strony majdanu gotycki kamienno-ceglany budynek o 3 metrowych ścianach. W 1495 roku miasto wraz z ziemią wiską inkorporowano do Korony Królestwa Polskiego.

### XVI – XVIII wiek
W 1525 roku zakończono budowę późnogotyckiego kościoła pod wezwaniem św. Jana Chrzciciela, który ufundowała księżna Anna Mazowiecka.
W Wiźnie przebywały Anna Jagiellonka i królowa Bona Sforza. Po śmierci króla Zygmunta Augusta w kościele św. Jana złożono trumnę z ciałem króla w drodze konduktu z Knyszyna do Krakowa. W 1603 roku zamek w Wiźnie spalił się. Znaczenie Wizny spadło wraz z rozwojem Łomży. W 1710 roku król August II Mocny nadał miastu prawo do organizowania dodatkowych jarmarków. Po III rozbiorze w 1795 roku Wizna została włączono do Królestwa Prus jako część Departamentu białostockiego.

### XIX – XX wiek
Na mocy postanowień pokoju w Tylży, Wizna w latach 1807–1815 wchodziła w skład Księstwa Warszawskiego i jego Departamentu łomżyńskiego. Od 1815 roku na mocy postanowień kongresu wiedeńskiego obradującego po przegranej Napoleona Bonaparte, Wizna wraz z innymi terenami została zagarnięte przez Rosję.
W 1860 roku Wizna miała 2573 stałych mieszkańców.
Po powstaniu styczniowym Wizna utraciła prawa miejskie na podstawie carskiego dekretu.
Wizna stała się częścią odrodzonego państwa polskiego w 1919 roku. Według Powszechnego Spisu Ludności z 1921 roku ówczesną osadę miejską zamieszkiwało 2.670 osób, 1.952 było wyznania rzymskokatolickiego, 3 prawosławnego, 1 greckokatolickiego, a 714 mojżeszowego. Jednocześnie 1.996 mieszkańców zadeklarowało polską przynależność narodową a 674 żydowską. Było tu 367 budynków mieszkalnych. W 1932 roku w Wiźnie odsłonięto pomnik mieszkańców poległych w obronie Polski w wojnie z bolszewikami.

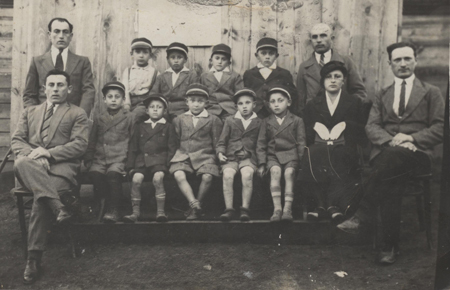
Uczniowie szkoły żydowskiej w Wiźnie w 1935 r.

Społeczność żydowska posiadała w miasteczku synagogę przy ul. Szkolnej. Obecnie na jej miejscu stoją domy jednorodzinne.
W 1939 roku w okolicy Wizny znajdował się jeden z punktów polskiej linii obronnej opartej o rzekę Narew. Wizna, a raczej położona na wschód od niej przeprawa przez Narew, była niezwykle ważnym punktem strategicznym. Niedaleko rozegrała się bitwa znana jako obrona Wizny.

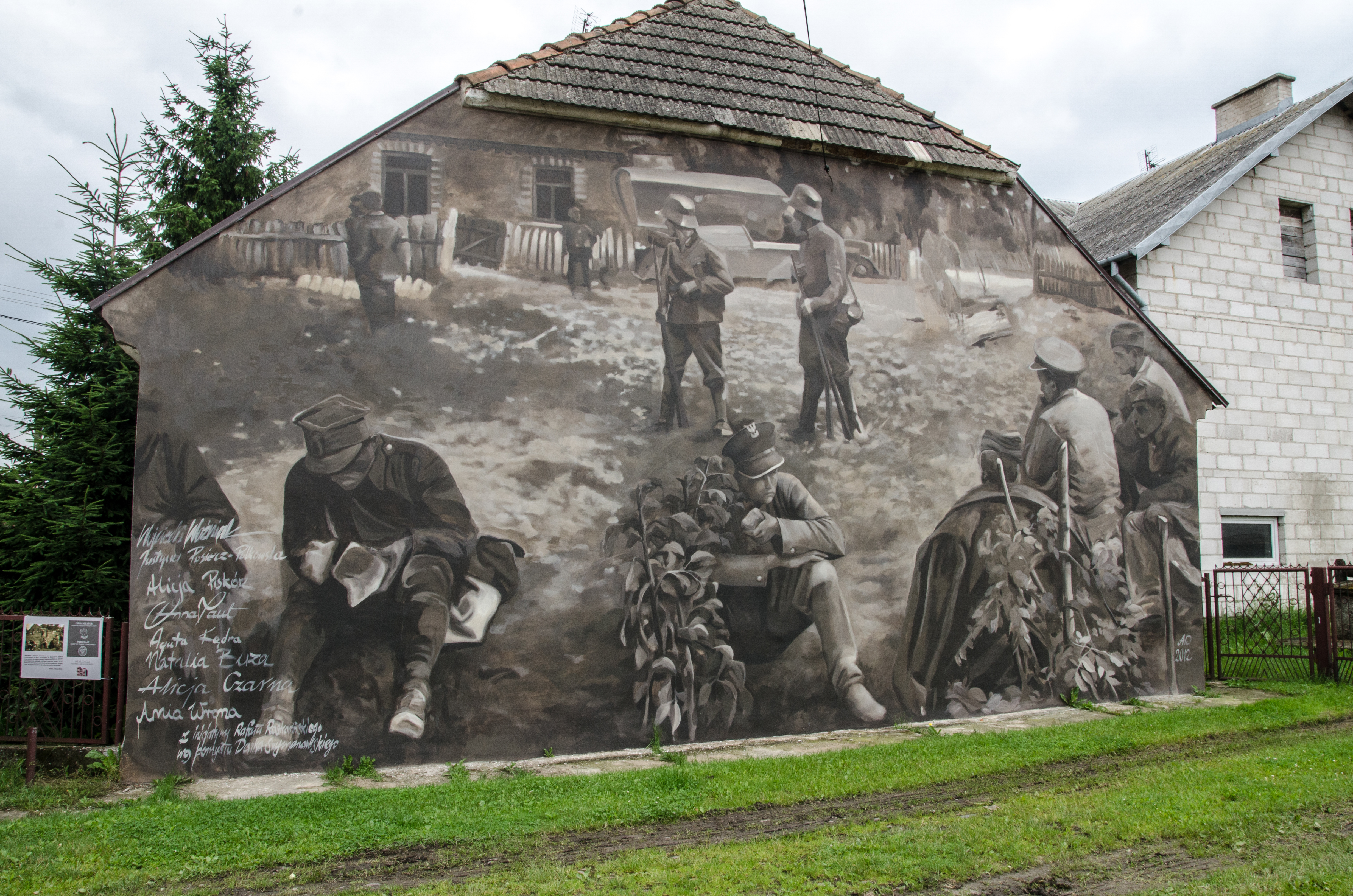
Mural przedstawiający żołnierzy kapitana Władysława Raginisa wziętych do niewoli wg zdjęcia z 10 września 1939 r.

Dowódcą odcinka był kapitan Władysław Raginis. Walki o Wiznę trwały od 7 do 10 września. Punkt oporu w okolicach Wizny jest nazywany Polskimi Termopilami. 720 Polaków odpierało atak liczącego 42 tys. żołnierzy XIX Korpusu Pancernego dowodzonego przez generała Heinza Guderiana. Niedostateczne wsparcie artyleryjskie i nasycenie pozycji własną piechotą i bronią przeciwpancerną pozwoliło Niemcom szturmować poszczególne obiekty i niszczyć je przy użyciu ładunków wybuchowych. Oddziały polskie broniły się z dużym bohaterstwem, opóźniając marsz niemieckiego korpusu. Symbolem oporu stał się dowódca odcinka, który po kapitulacji ostatniego schronu nie opuścił bronionej pozycji, wysadzając się granatem. Polscy żołnierze poddali się dopiero po tym, jak Guderian zagroził rozstrzelaniem jeńców wojennych.

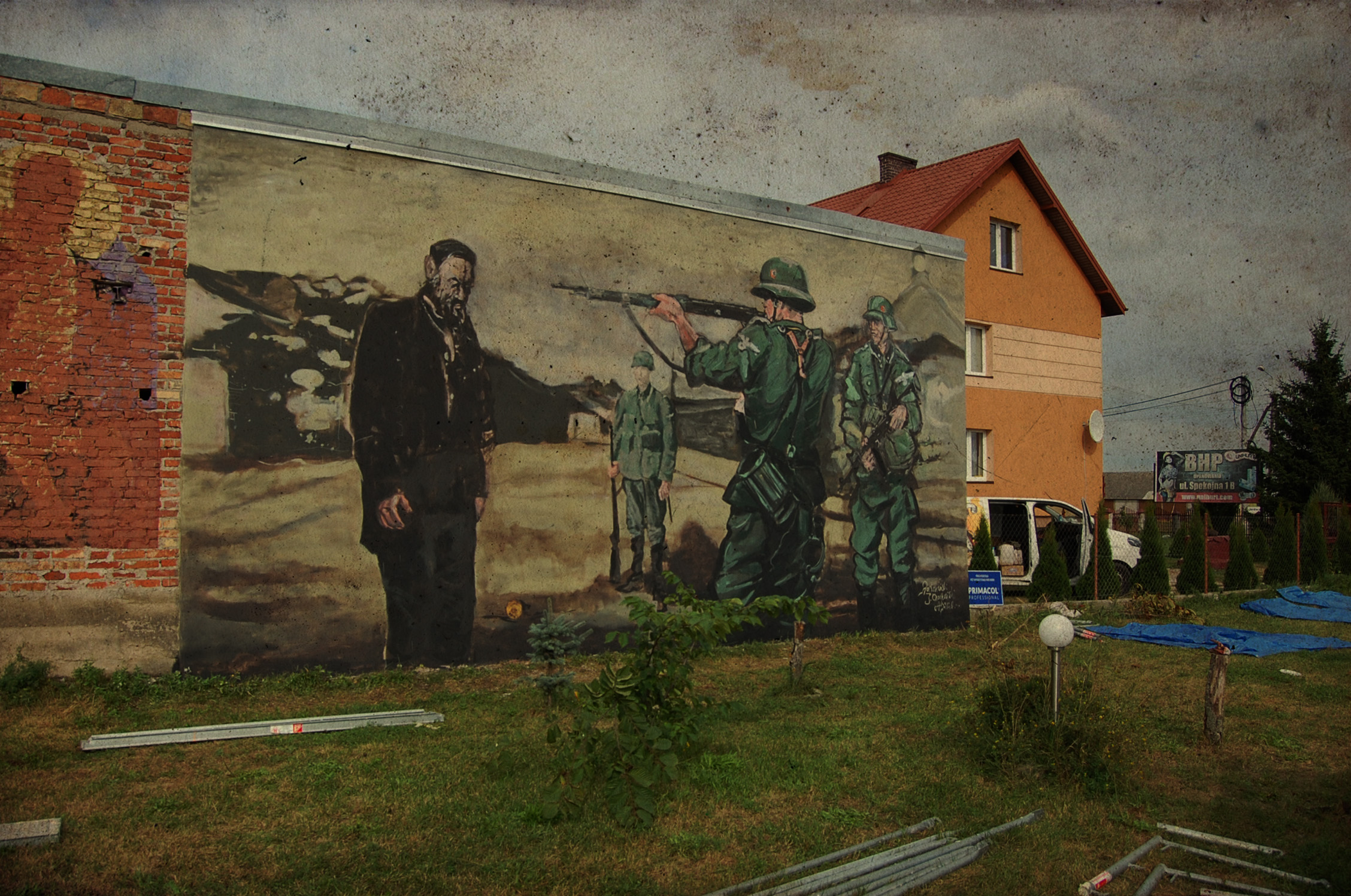
Mural przedstawiający Niemieckie zbrodnie na ludności żydowskiej dokonane w Wiźnie (Mord w kuźni przy rynku w 1941 r.)

W czasie II wojny światowej cała ludność żydowska została wymordowana przez Niemców. Nie ma już w Wiźnie synagogi, która stała obok dzisiejszej szkoły.
W 1944 roku wojska niemieckie wysadziły w powietrze gotycki kościół św. Jana Chrzciciela.
W latach 1975–1999 Wizna wchodziła w skład województwa łomżyńskiego.

## Zabytki i inne obiekty
- Kościół parafialny św. Jana Chrzciciela ukończony około 1525 roku w stylu późnogotyckim, fundacji księżnej Anny Mazowieckiej. Trójnawowy, orientowany, ze schodkowym szczytem. We wnętrzu fragment barokowego epitafium rodzeństwa Pawła i Krystyny Rakowskich zmarłych w 1608 roku. Kościół został wysadzony przez Niemców w 1944 roku i odbudowany w latach 1950–1959 pod kierunkiem konserwatora Władysława Paszkowskiego, nr rej.: 11 z 22.05.1952
- Dzwonnica barokowa z około 1650 roku, nr rej.: 15 z 22.05.1952
- Kaplica katolicka z 1889 roku, ul. Jana Pawła II/Czarnieckiego, nr rej.: A-524 z 5.12.1994
- Cmentarz katolicki z pocz. XIX w., nr rej.: 341 z 15.10.1987
- Cmentarz żydowski w Wiznie
- Kaplica z 1929 r., nr rej.: 341 z 15.10.1987
- Zamczysko w Wiźnie z pozostałościami wałów grodu wczesnopiastowskiego z XI wieku (faza I), grodu kasztelańskiego z XII wieku (faza II), książąt mazowieckich z XIII wieku oraz zamku z XV wieku, nr rej. 341 z dnia 15.10.1985 r. Osobny artykuł: Zamek w Wiźnie.
- Teren części miasta, nr rej.: 75 z 26.11.1956
- Krzyż przy ulicy Czarnieckiego

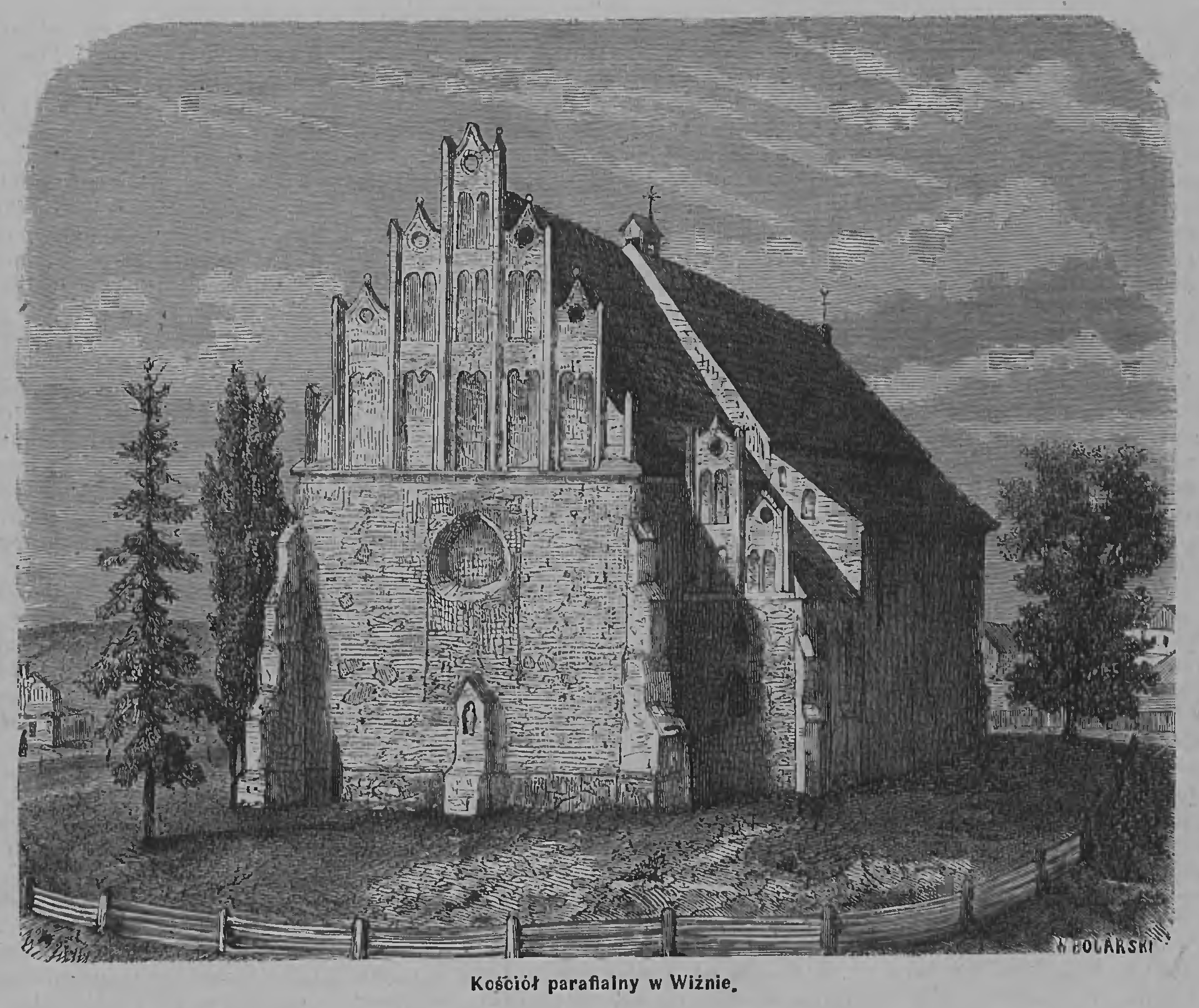
Kościół św. Jana Chrzciciela na ilustracji z 1870
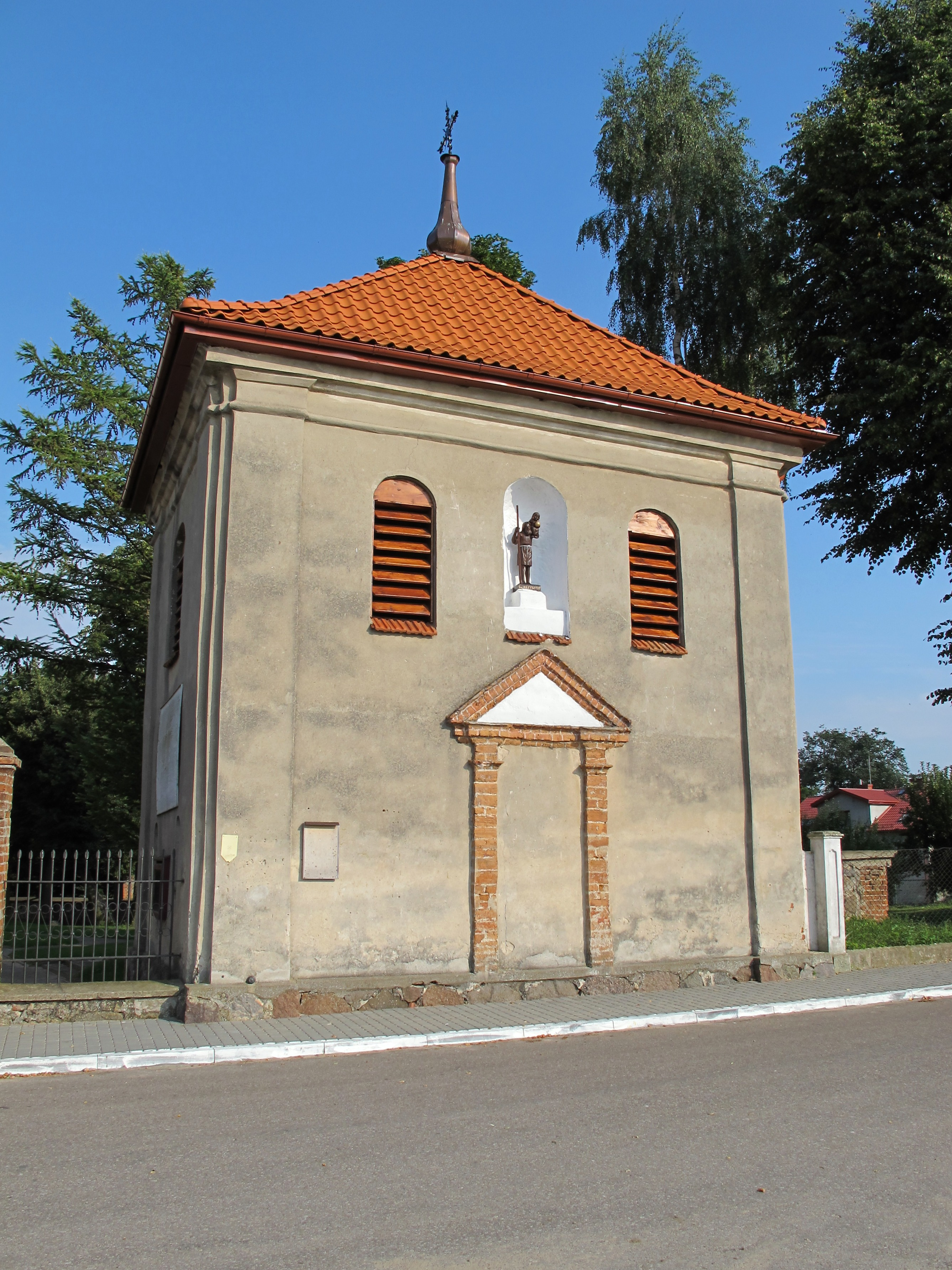
Dzwonnica
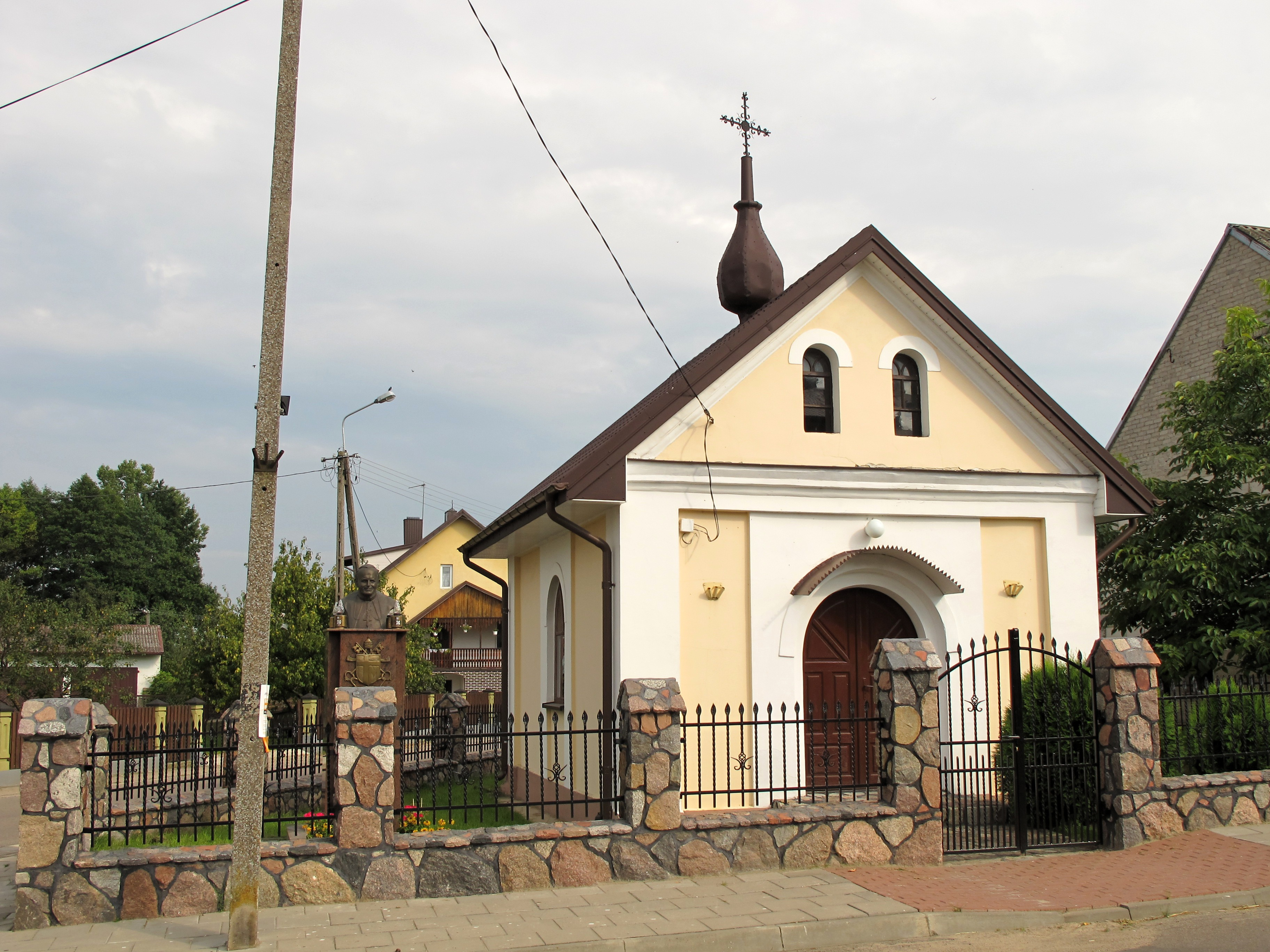
Kaplica katolicka z 1889
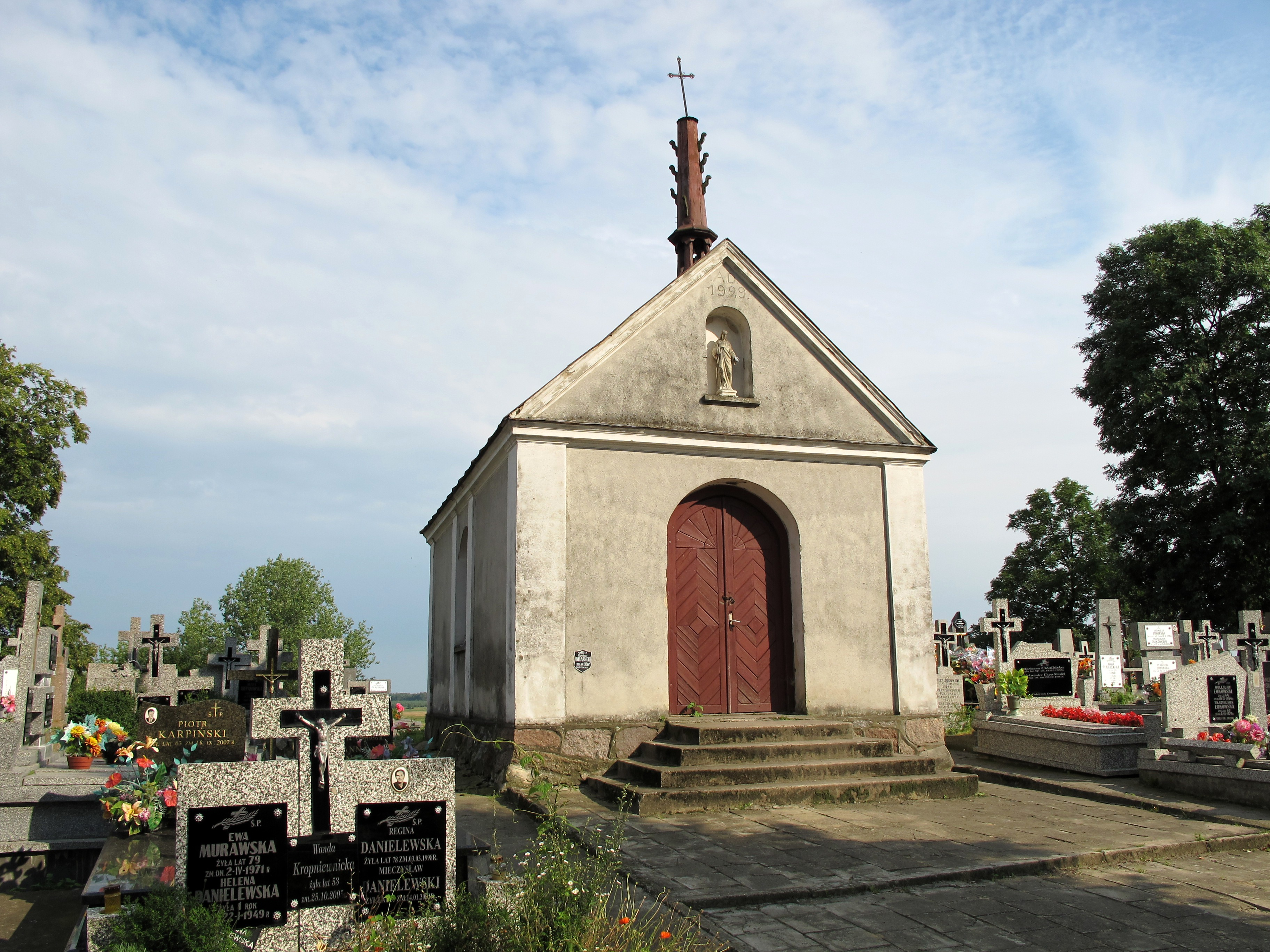
Kaplica na cmentarzu katolickim

## Transport
- Droga powiatowa nr 1934B: Łomża – Piątnica Poduchowna – Bronowo – Wizna
- droga krajowa nr 64: Piątnica Poduchowna (k. Łomży) – Wizna – Jeżewo Stare
- Droga powiatowa nr 1961B: Wizna – Jedwabne
- Droga Gminna nr 105625B: Wizna – Bronowo
- Droga powiatowa nr 1962B: Wizna – Srebrowo – Kownaty
- Droga powiatowa nr 1981B: Wizna – Rutki-Kossaki

## Sport

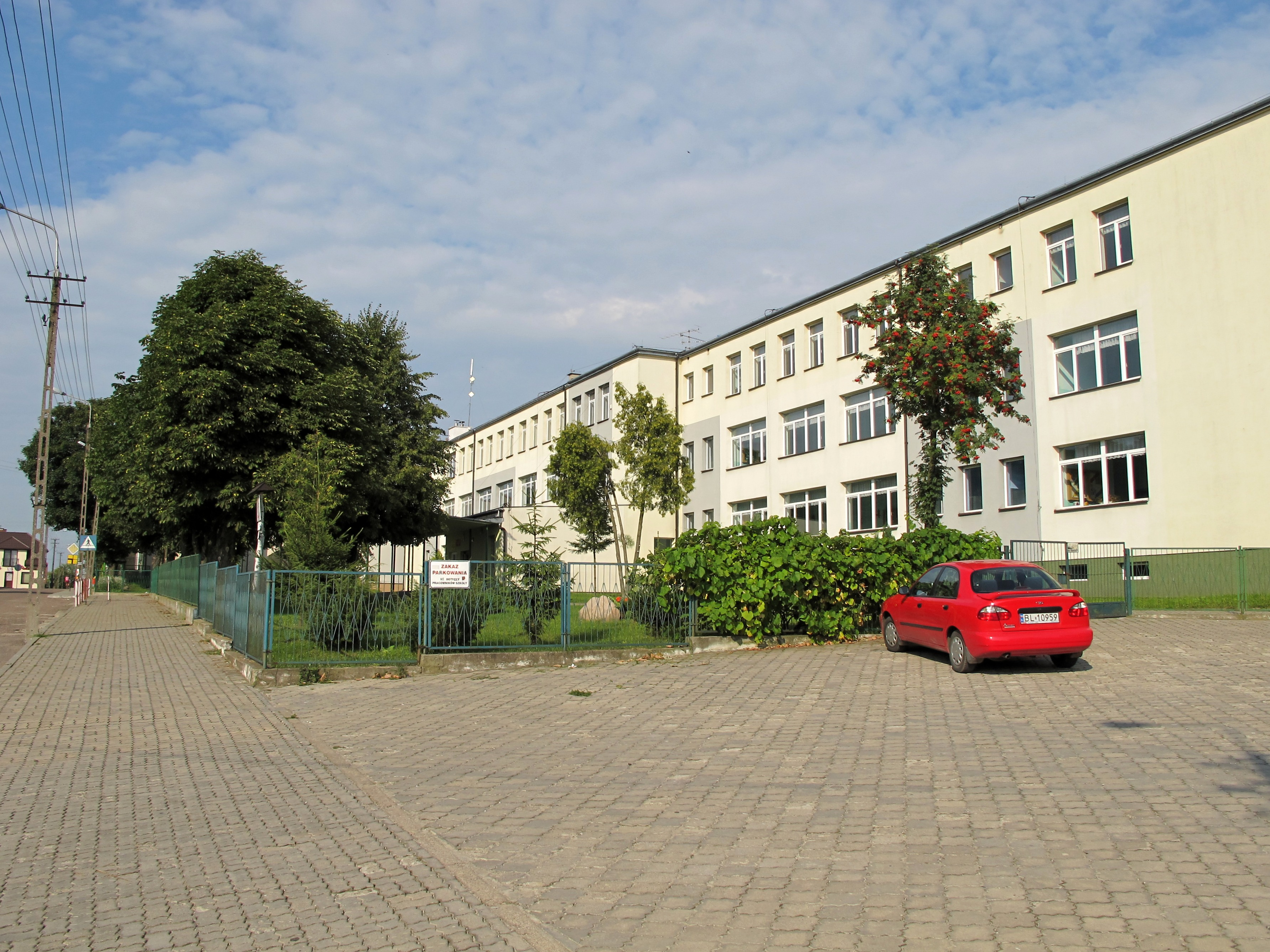
Zespół szkół przy ulicy Raginisa 12 w Wiźnie

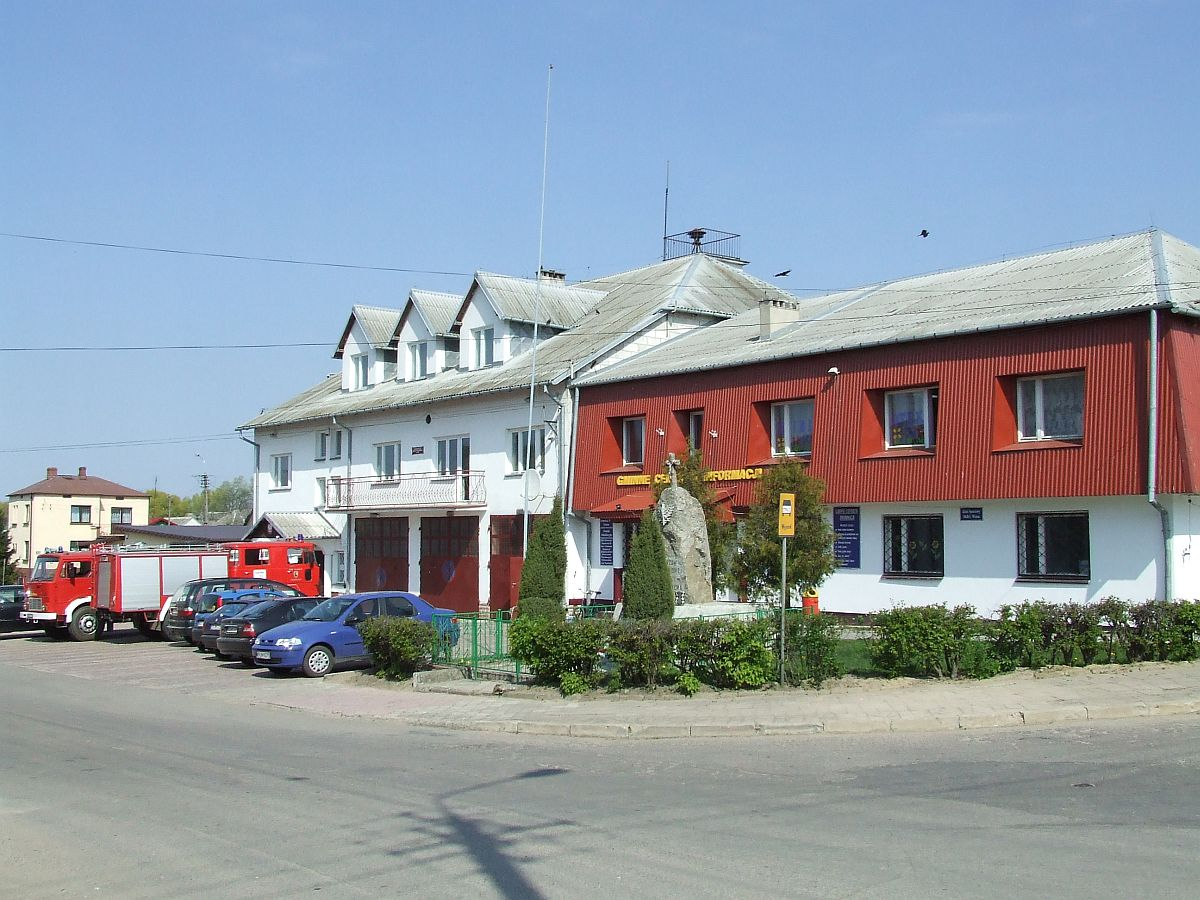
OSP i Gminne Centrum Informacji

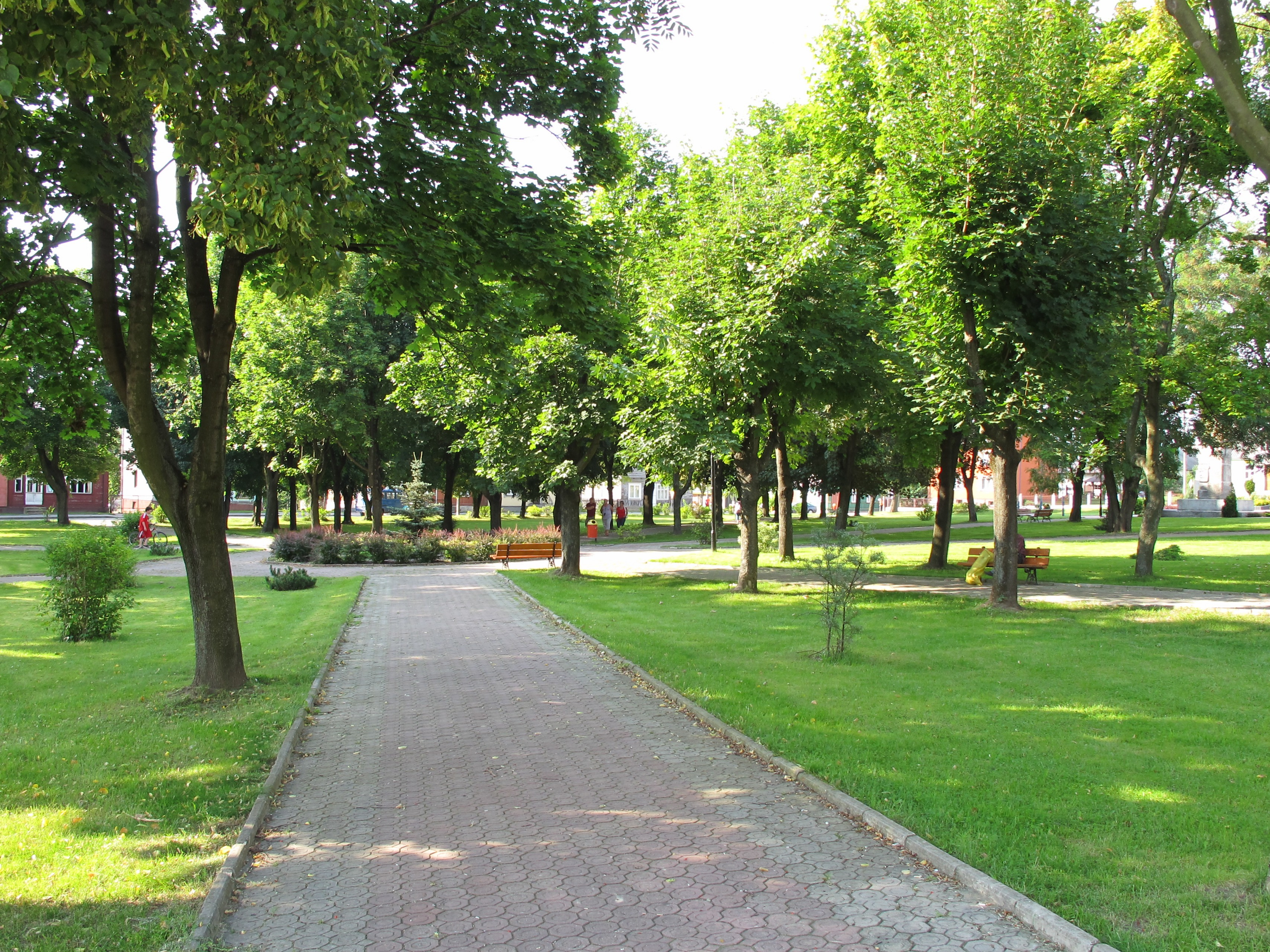
Rynek w Wiźnie

W Wiźnie funkcjonował Klub Sportowy Skra Wizna. Początki tej drużyny sięgały 1955 roku. To właśnie wtedy powstał LZS Wizna, który, według doniesień z tamtego okresu, postawił na piłkę siatkową. Spadkobiercą pierwszego w Wiźnie klubu sportowego po wojnie była jednosekcyjna, zajmująca się wyłącznie piłką nożną Skra. Założycielami LZS Skra Wizna w 1993 roku byli: Leszek Klepacki, Jerzy Janczewski, Sławomir Olszewski i Andrzej Dobroński. Nazwa zespołu została wymyślona przez Wiesława Domurata, a herb zaprojektowany w 2010 roku przez Bartosza Grabowskiego.
Od początku 2001 roku funkcjonował jako Klub Sportowy Skra Wizna. Wśród kibiców upowszechnianą nazwą był WKS (skrót od Wiski Klub Sportowy). Klub rozgrywał swoje mecze na stadionie gminnym przy ul. Kombatantów, natomiast jego siedziba znajdowała się w budynku pod adresem pl. kpt. Raginisa 35 w Wiźnie. Barwy klubu to czerwony i niebieski. SKRA posiadała trzy oddziały – Seniorów, Juniorów i Trampkarzy. Największym sukcesem drużyny było awansowanie do IV Ligi Podlaskiej w 2008 roku. Od sezonu 2010/2011 zmagała się z przeciwnikami w A Klasie grupy podlaskiej. Stowarzyszenie jest dalej utrzymywane przez prezesów klubu, jednak nie jest aktywne.